# 浮嶽
浮嶽（うきだけ）は、福岡県糸島市二丈と佐賀県唐津市七山との県境に位置する山。福岡県と佐賀県を南北に画す脊振山系（脊振山地）の西端部にあたる。標高は805.1メートル。浮岳とも書く。別名は筑紫富士（つくしふじ）。
浮嶽神社（うきだけじんじゃ）があり、山岳信仰の対象とされるとともに、航海上の目印として海上交通の安全を祈願する霊山として知られてきた。

## 歴史
山の周辺には末広遺跡や為次遺跡、吉森遺跡があり、平安時代後期から中世前期にかけて佐賀県側への山越えルートとして利用されたほか、浮嶽神社など宗教的な環境に起因する土地利用が行われていた。
山頂に浮嶽神社上宮、中腹の久安寺集落に浮嶽神社中宮、山麓に吉井白山宮があり、以上の浮嶽神社と吉井白山宮の三宮をあわせて白山妙理権現を構成する。
浮嶽神社の創建時期は不明である。ただ、糸島地区の各地に神功皇后の伝説が残されており、浮嶽神社にも神功皇后が戦勝祈願を行ったという創建伝説が残る。また、聖武天皇の時代には勅願によりインド僧の清賀上人によって「怡土郡七ヶ寺」が創建され、その最も西に「浮嶽山久安寺」が開かれた（寺名はきゅうあんじ、きわじ）。久安寺の十坊に数えられた清永坊は浮嶽神社の宮司家を務めており、神社と宮司家の居住する集落が久安寺（きわじ）であった。しかし、久安寺は近隣にあった円通寺などとともに豊臣秀吉による焼き討ちに遭い焼亡したという。
久安寺のうち清永坊以外の坊は天文20年（1551年）に滅んでしまったが、清永坊は近世まで残り山伏として記す文書が散見される。明治初頭の廃仏毀釈で寺に残されていた仏像群は屋根裏に一時放置されていたが浮嶽神社に受け継がれた。
「真名子」側から登る途中には「白龍稲荷社」があり、この龍神の息子「竜起」は神功皇后の命を受け朝倉地方の賊「羽白熊鷲」を討伐し、武勇を天下に高めたと伝説にいう。

## 浮嶽神社
山頂にある浮嶽神社上宮は伊弉諾尊、中腹の浮嶽神社中宮は伊弉册尊と菊理姫を祀る。なお、下宮にあたる山麓の吉井白山宮には以上の三神を祀る。

### 文化財
浮嶽神社中宮の収蔵庫には旧久安寺の仏像が安置され、以下の3体（平安時代初期の作）は重要文化財に指定されている。
- 木造如来坐像（伝薬師如来）像高90.3センチメートル
- 木造地蔵菩薩立像 像高175.5センチメートル
- 木造如来立像 像高179.4センチメートル

### 例祭日
- 4月初午
- 9月9日
- 秋分中日（10月第2日曜日）、「御下り」（神輿が浜に下りる神事）がある。

## 登山ルート
1. JR筑肥線、福吉駅下車、徒歩、県道143号藤川二丈線、林道雷山浮嶽線、約7km。
2. JR筑肥線、福吉駅下車、森林公園真名子木の香ランド、林道雷山浮嶽線。
3. 県道143号藤川二丈線、白木峠、七山林道。